# Andrea Rauch
Andrea Rauch (Siena, 1948) è un designer e illustratore italiano.

## Biografia
Andrea Rauch ha disegnato manifesti, progettato mostre e illustrato libri. Ha disegnato grafica per istituzioni quali la Biennale di Venezia, il Centre Georges Pompidou, l'Unione dei Teatri d'Europa e per movimenti politici e d'opinione quali Greenpeace e Unicef. È socio onorario dell'Associazione Italiana Progettazione per la Comunicazione Visiva (AIAP).
Dopo aver frequentato, tra il 1968 e il 1974, la Facoltà di Architettura dell'Università di Firenze collabora con la Regione Toscana e, nello stesso tempo, con le case editrici Guaraldi, La Casa Usher, Electa.
Cofondatore dello studio di progettazioni visive Graphiti (Firenze, 1983-1993), tra il 1975 e il 1989 ha partecipato, insieme al socio Stefano Rovai, al movimento Grafica di pubblica utilità, che, dalla metà degli anni '70, cercò di spostare l'attenzione progettuale dalle grandi alle piccole città, dalla comunicazione d'impresa alla comunicazione culturale e sociale. Sempre con Stefano Rovai ha progettato uno dei manifesti ufficiali per il Bicentenario della Dichiarazione dei Diritti dell'Uomo, Parigi, 1989.
Con questo quadro di riferimento Rauch entrò in contatto, dagli anni ottanta, con alcuni gruppi e personaggi del panorama internazionale fra i quali il gruppo francese Grapus (Pierre Bernard, Gerard Paris-Clavel, Alex Jordan), che accentuò la sua volontà di intervenire nella comunicazione politica e sociale, il maestro di grafica americano Milton Glaser, l'illustratore Maurice Sendak, per cui allestì nel 1987 al Salon du Livre de Montreuil l'antologica personale, e Leo Lionni, che fu per Rauch un maestro, oltre che un amico.
I contatti con questi protagonisti della grafica (e con molti altri, da Emanuele Luzzati a Roberto Innocenti, da Shigeo Fukuda a Alan Fletcher) verranno raccontati nel volume Il mondo come Design e Rappresentazione, edito a Firenze da Usher Arte nel 2009.
Nella sua carriera professionale Rauch ha disegnato più di 700 manifesti che fanno parte delle collezioni del Museum of Modern Art di New York, del Musée de la Publicité del Louvre di Parigi e del Museum für Gestaltung di Zurigo. Nel 1993 la rivista giapponese Idea lo ha inserito in un numero speciale dedicato ai "100 World Top Graphic Designers"; unico altro italiano presente nella pubblicazione, Italo Lupi.
Figura nell'edizione 1994 di Who's Who in Graphic Design.
Tra il 1994 e il 2002 ha insegnato Grafica presso il Corso di Laurea in Scienze della Comunicazione dell'Università di Siena. Dal 2010 al 2013 ha insegnato Storia della Grafica all'Istituto Europeo di Design di Firenze.

Andrea Rauch, Simbolo de l'Ulivo, 1995

Ha inoltre realizzato nel 1995 il simbolo del raggruppamento politico dell'Ulivo e nel 2001 quello della Margherita.
Ha scritto su di lui Gillo Dorfles:
Nel 2003 il Sindaco di Siena lo ha incaricato di dipingere il Drappellone per il Palio di Siena del 16 agosto, dedicato a Duccio di Boninsegna. La corsa sarà vinta dalla Contrada del Bruco.

## Grafica per le istituzioni
Negli anni si è occupato particolarmente di grafica istituzionale per grandi enti o avvenimenti. Si ricorda in quest'ambito l'immagine coordinata per la Regione Toscana (1995), per i Comuni di Siena e Ferrara (1984, 1997), e i sistemi di immagine e segnaletica per il Quinto Centenario della morte di Piero della Francesca (1991-1993).
Dal 1995 al 2008 è stato Art Director del complesso Santa Maria della Scala a Siena dove ha curato e allestito numerose mostre tra cui, nel 1999, Epoca, 1945-1999, manifesti tra vecchio secolo e nuovo millennio.
Nel 1998 ha progettato l'immagine coordinata dei Musei fiorentini. Nel 1999, in occasione del Grande Giubileo, ha curato per la Regione Toscana la parte grafica della segnaletica regionale per I luoghi della fede, e nel 2008 ha progettato immagine e segnaletica per il MAV, museo virtuale dell'area archeologica napoletana, di Ercolano.
Dal 1978 al 2011 ha collaborato con il Comune di Pistoia, disegnando manifesti, sagome e arredi per le scuole materne e le aree educative: da quel complesso di esperienze è nato il libro Immaginando, 1979-2008, Trent'anni con i bambini di Pistoia raccontati con il disegno, con testi di Roberto Denti, Walter Fochesato, Antonio Faeti.

## Libri progettati e illustrati
Nel 1998 e nel 2003 le Edizioni Nuages hanno pubblicato Design & Identity e Dis-continuo, due vaste ricognizioni del suo lavoro di grafico.
Molti i suoi libri illustrati: da Peter Pan nei Giardini di Kensington (1999) a Alice nel Paese delle Meraviglie (2010), da Il giornalino di Gian Burrasca (2005) a Pinocchio (2006).
Per le Guide Cultura Mondadori ha preparato un compendio di storia della grafica, Graphic Design. La storia, i protagonisti e i temi dall'Ottocento ai giorni nostri (2006). 
Nel 2010 è tra i fondatori della casa editrice di 'libri d'affezione' Prìncipi & Princípi.

## Opere e partecipazioni

### Libri illustrati
- James Barrie, Peter Pan nei giardini di Kensington, Milano, Nuages, 2001
- Maiali, La fattoria degli animali raccontata da George Orwell a Andrea Rauch, Firenze, La Biblioteca Junior, 2005
- Vamba, Il giornalino di Gian Burrasca, Milano, Nuages, 2005
- Collodi, Le avventure di Pinocchio, Milano, Nuages, 2006
- La vera storia di Riccioli d'oro e dei tre Orsi, Milano, Nuages, 2007
- Lewis Carroll, Alice nel Paese delle Meraviglie, Pian di Sco', Prìncipi & Princípi, 2010

### Libri di Grafica
- Design & Identity, Milano, Nuages, 1998
- Dis-continuo, Disegni, acquarelli, acrilici, olii, collages, alla ricerca o nel rifiuto di uno stile, Milano, Nuages, 2003
- Graphic Design, La storia, i protagonisti e i temi dall'Ottocento ai giorni nostri, Milano, Guide Cultura Mondadori, 2006
- Immaginando, Trent'anni di disegno di e con i bambini di Pistoia, Pistoia, Gli Ori, 2009
- Il mondo come design e rappresentazione, Ritratti d'occasione per ventisette maestri dell'illustrazione e della grafica, Firenze, Usher arte,  2009

### Vari illustrati
- Pinocchio e la sua immagine, (con Valentino Baldacci), Firenze, Giunti, 1981 (nuova edizione 2006)
- Il Palio di Duccio, 16 agosto 2003, Pistoia, Gli Ori, 2003